# Tinto Brass
Giovanni Tinto Brass (Milán, 26 de marzo de 1933) es un director de cine italiano. Tras iniciarse en cine como colaborador de la Cinémathèque Française y ayudante de Joris Ivens, Alberto Cavalcanti y Roberto Rossellini, desarrolló durante los años 1960 y 1970 un estilo sumamente personal y vanguardista, que le llevaría en los años 1980 a realizar un cine directamente provocador, entre la pornografía y el esteticismo. Fascinado con el erotismo, a partir de los años 1990 abandona la mayor parte de las temáticas que había desarrollado con anterioridad, y se dedica exclusivamente a filmar numerosas obras intimistas, caracterizadas por una fotografía veloz (y plena de travellings), un montaje rápido y guiones humorísticos y desconcertantes. Fue apodado "Tintoretto" por su abuelo, por lo que decidió usar "Tinto" como nombre artístico.
Brass fue el realizador principal de la controvertida película de culto Calígula (1979), aunque estuvo en desacuerdo con los cambios que realizó el productor (y director de algunas de las escenas condicionadas que se agregaron al film, sin consultar a Brass) Bob Guccione, por lo que eligió no aparecer acreditado como director de la misma (siendo mencionado únicamente como el encargado de la fotografía principal).

## Carrera

### Etapa vanguardista
En los años 1960 y 1970, Brass era considerado un prometedor director experimental y vanguardista, y su primera película, Chi lavora è perduto, obtuvo críticas muy favorables después de su proyección en el Festival de Cine de Venecia de 1963. En 1964 el escritor Umberto Eco le encargó la creación de dos cortometrajes experimentando con lenguaje visual para la 13.ª Trienal de Milán: Tempo Libero y Tempo Lavorativo. A lo largo de la década de 1960 y principios de la década de 1970, Brass dirigió películas en muchos géneros, incluidos el western con Yankee y el crimen policíaco con Col cuore in gola, todos utilizando un estilo de edición y cámara muy experimental. En 1968, Paramount Pictures le ofreció a Brass la tarea de dirigir La naranja mecánica, lo que no sucedió debido a conflictos de programación. La cinta finalmente fue dirigida por Stanley Kubrick, con Malcolm McDowell interpretando a Alex DeLarge. En un artículo sobre el rodaje de la película Dropout de 1970, Brass fue llamado el "Antonioni de los años 1970". Su primera etapa como cineasta ha sido descrita como "rebelde, anárquica y experimental".
Su película L'urlo se presentó en competencia en el Festival de Cine de Berlín 1970. La vacanza, protagonizada por Vanessa Redgrave y Franco Nero, ganó el premio de los críticos cinematográficos a la mejor película italiana en el Festival de Cine de Venecia de 1971. En 1972, Brass fue nombrado miembro del jurado en la 22.ª edición del Festival Internacional de Cine de Berlín.

### Cine erótico
Tras el estreno de Salón Kitty y Calígula, el estilo de sus películas cambió gradualmente hacia el cine erótico. Originalmente se suponía que Calígula sería una sátira del poder en lugar de una película erótica, pero los productores reeditaron la película completamente sin el consentimiento de Brass, eliminando muchas escenas políticas y cómicas y añadiendo escenas de sexo explícito. Brass, molesto por este hecho, exigió que su nombre fuera eliminado de los créditos, por lo que solo se le acredita en el rodaje. A pesar de esto, la película sigue siendo su obra más vista (y la película italiana más taquillera lanzada en los Estados Unidos). La película le granjeó fama gracias sobre todo a su tratamiento histórico del sexo en la Roma antigua.
Otras obras notables de este período de Brass incluyen La llave, Los burdeles de Paprika y Senso '45. En la década de 1990 su obra en el cine erótico fue muy prolífica, dirigiendo producciones como Todas lo hacen (1992), El hombre que mira (1994) y Monella (1998). Continuó realizando películas incluso en la década de 2000, cuando contaba con más de 70 años. En 2002, la Cinémathèque Française le dedicó un homenaje titulado Eloge de la chair. Tres años después dirigió Monamour, su primer largometraje en alta definición.

## Estilo

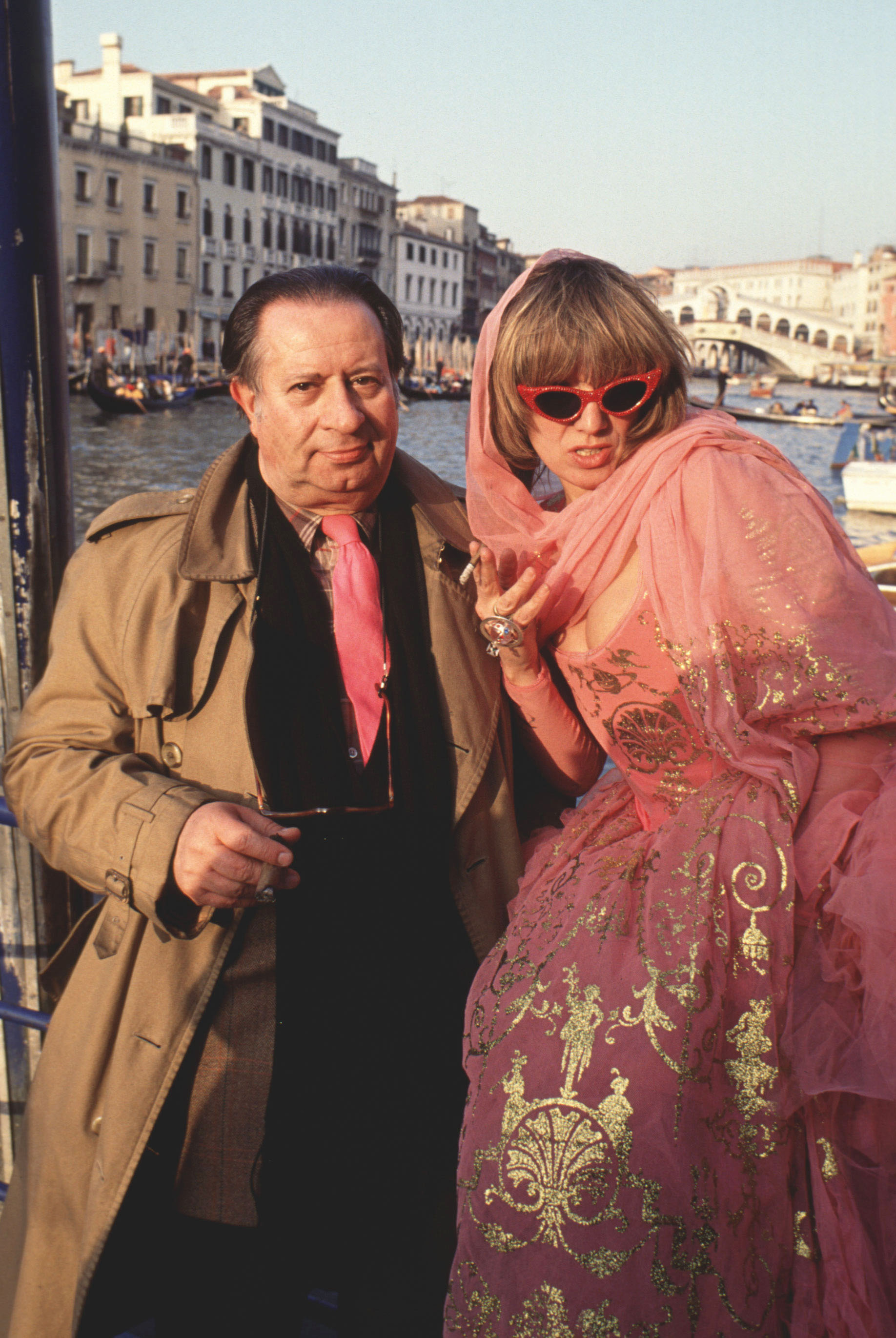
Brass con la estilista Fiorella Mancini en Venecia.

Las películas de Brass desde sus primeras obras siguen un estilo impresionista, tienden a no mostrar paisajes inmensos, sino fragmentos del escenario y personajes y objetos periféricos a través de acercamientos, imitando así cómo el espectador podría ver los eventos si estuviera realmente presente. Esto también le da a las películas un ritmo extraordinariamente rápido. A menudo usa un método de disparo multicam con al menos tres cámaras funcionando a la vez, cada una enfocada en una situación diferente.
Desde Salón Kitty de 1976, los espejos juegan un papel importante en el diseño del decorado. A veces incluso llega a comenzar una escena con un plano de espejo, luego se dirige a la acción que se refleja y le da una sensación de desorientación. Sus películas eróticas, especialmente La llave, Miranda y Todas lo hacen, a menudo acentúan aspectos de la anatomía femenina como las nalgas protuberantes y el vello púbico y de las axilas.
Las películas de Brass en la década de 1980 y principios de la de 1990 fueron principalmente adaptaciones de obras literarias famosas, generalmente en el género erótico, como La llave (basada en la novela de Jun'ichirō Tanizaki), Miranda (basada en La locandiera de Carlo Goldoni), Capriccio (basada en la novela Le lettere da Capri de Mario Soldati), Snack Bar Budapest (basada en la novela de Marco Lodoli y Silvia Bre), Los burdeles de Paprika (basada en la novela erótica Fanny Hill de John Cleland) y El hombre que mira (basada en L'uomo che guarda de Alberto Moravia); mientras que la película 2002 Senso '45 es una adaptación del relato Senso del arquitecto y escritor italiano Camillo Boito, que previamente había sido adaptado por Visconti en la película del mismo título[Senso (película)|Senso]". Brass traslada la acción a la Venecia del fascismo (como ya había hecho también en en "La llave"), pero es mucho más fiel reflejando a los personajes del relato original que Visconti.
Muchas de las obras de Brass fueron calificadas como drama de época durante la Segunda Guerra Mundial (Salón Kitty y Senso '45, ambientadas en Berlín y Asolo respectivamente), en la Italia posbélica (Miranda y Capriccio), en Italia antes de la guerra (La llave) y en la Italia de 1950 (Los burdeles de Paprika y Monella).
A lo largo de su carrera ha trabajado con actores tan prestigiosos como Alberto Sordi, Silvana Mangano, Monica Vitti, Stefania Sandrelli, Giancarlo Giannini, Jean-Louis Trintignant, Ewa Aulin, Tina Aumont, Vanessa Redgrave, Ingrid Thulin, Malcolm McDowell, Peter O'Toole, Helen Mirren, John Gielgud y Frank Finlay.

## Vida personal

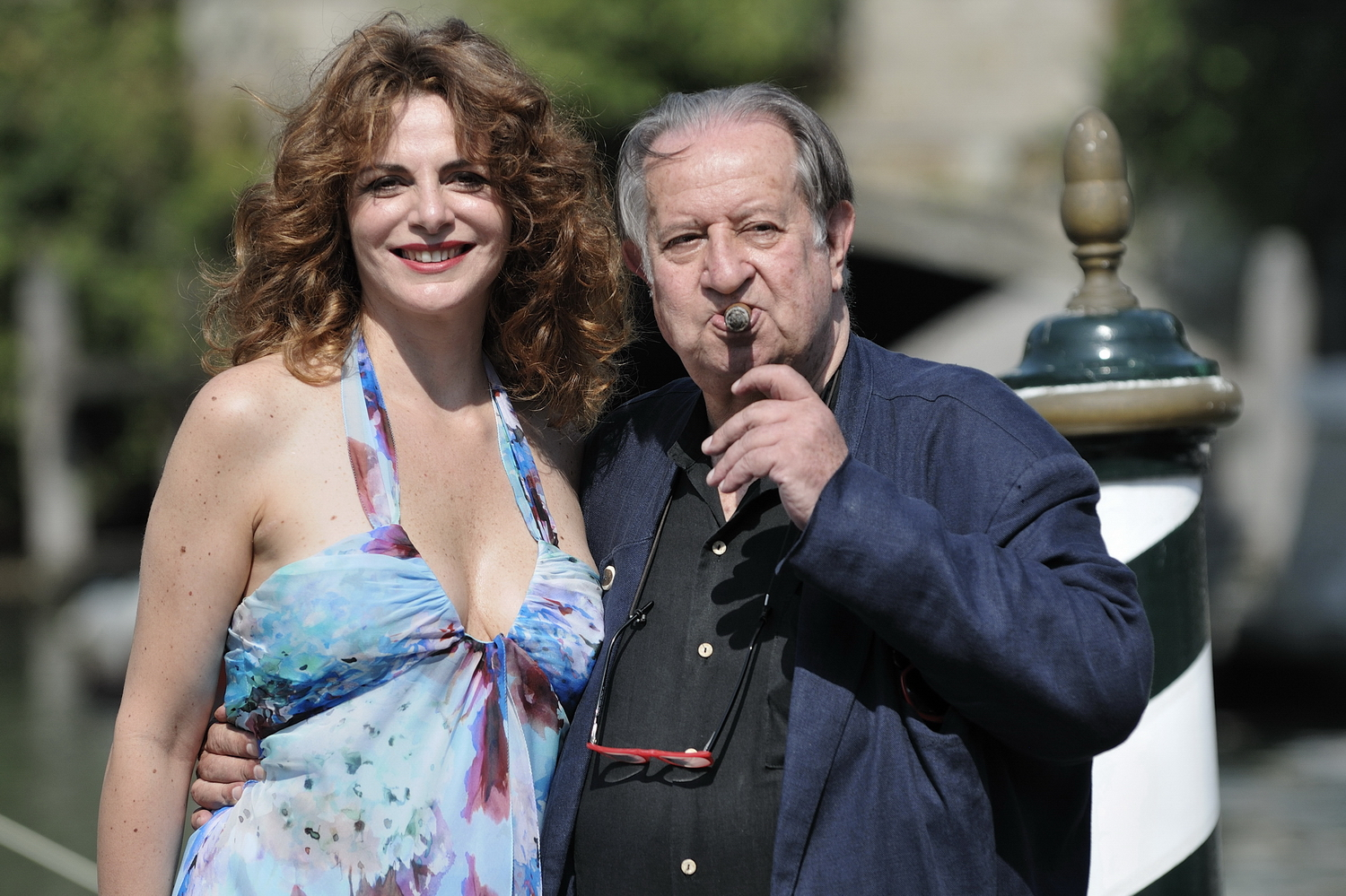
Con Caterina Varzi en la edición del 2009 del Festival Internacional de Cine de Venecia.

Su apodo "Tintoretto" (más tarde acortado a "Tinto") fue dado por su abuelo Italico Brass, un renombrado pintor de Gorizia. Brass estuvo casado con Carla Cipriani ("Tinta") desde 1957 hasta su muerte en 2006. Carla era hija del fundador del popular Harry's Bar, Giuseppe Cipriani. La pareja tuvo una hija, Beatrice, y un hijo, Bonifacio. El cineasta ha manifestado su apoyo público a los Radicales Italianos, un partido político basado en la ideología liberal, fundado el 14 de julio de 2001 con Daniele Capezzone como su primer secretario.
El domingo 18 de abril de 2010, Tinto sufrió una hemorragia intracraneal. Las primeras pruebas que se le realizaron indicaron que la hemorragia no alcanzó grandes dimensiones. Curiosamente, Bonifacio, hijo del cineasta, desmintió que su padre haya sufrido dicha hemorragia, afirmando que se trasladó al hospital de Vicenza para someterse a una serie de controles médicos.

## Filmografía
| - Chi lavora è perduto (1963) - Ça ira - Il fiume della rivolta (1964) - La mia signora (1964) - Il disco volante (1964) - Yankee (1966) - Col cuore in gola (1967) - L'urlo (1968) - Nerosubianco (1968) - Dropout (1970) - La vacanza (1971) - Salón Kitty (1976) - Calígula (1979) - Action (1980) - La llave (1983) | - Miranda (1985) - Capriccio (1987) - Snack Bar Budapest (1988) - Los burdeles de Paprika (1991) - Todas lo hacen (1992) - El hombre que mira (1994) - Fermo posta Tinto Brass (1995) - Monella (1998) - Trasgredire (2000) - Senso '45 (2002) - Fallo! (2003) - Monamour (2006) - Kick the Cock (corto, 2008) - Hotel Courbet (corto, 2009) |

### Como actor
- Ultimo metrò (1999)
- Impotenti esistenziali (2009)

## Premios y distinciones
Festival Internacional de Cine de Venecia
| Año  | Categoría                                | Película   | Resultado |
| ---- | ---------------------------------------- | ---------- | --------- |
| 1971 | Premio FIPRESCI -Mejor película italiana | La vacanza | Ganador   |